# Струјићи
Струјићи су је насељено мјесто у граду Требиње, Република Српска, БиХ. Према попису становништва из 2013. у насељу је живјело свега 13 становника. Према попису становништва из 1991. у насељу је живјело 50 становника. Насеље је подељено међуентитетском линијом између града Требиња и општине Равно.

## Географија
Насеље се налази у Поповом пољу испод планине Бјеласнице, на магистралном путу Требиње-Љубиње. Поред Бјеласнице, окружено је и брдима Врањак и Липница. Пошто нема живе воде, кишница се скупља у чатрње.

## Назив
Према предању, у вријеме када је харала куга, народ је бјежао у предјеле у којима је струјао ваздух. По том предању куга никад није свраћала у Струјиће, те су по томе и добили име.

## Историја
До реконструкције пута 1981. кроз село је пролазио пут Требиње-Љубиње, који је саградила Аустроугарска давне 1903. године. Поред пута се налази црква Св. великомученице Варваре, која се сматра једном од најстаријих цркава у Поповом пољу. Саграђена је почетком 15. вијека на темељима старије цркве.

## Култура
У насељу се налази храм Српске православне цркве посвећен Светој великомученици Варвари. У народу је позната као Варварина црква. Сједиште је парохије за мјештане Струјића, Дола, Додановића и Котеза. У црквеној порти се налази и школа, која је прва српска школа на овим просторима. Аустроугарске власти су браниле учење ћирилице у државним школама, тако да су Срби из Струјића, Дола, Додановића и Котеза добровољним прилозима направили школу која је почела са радом 1906. године. У Струјићима је такође основана и прва Соколска чета, а уз школу је саграђен и Соколски дом. Црква је више пута обнављана 1883, 1918, 1971. и 2010. године. Заједно са средњовјековном некрополом, црква је уписана на листу националних споменика Завода за заштиту културно историјског и природног насљеђа Републике Српске.

### Споменик
Поред цркве на сеоском гробљу се налази споменик који је посвећен страдању 53 Срба које је убила аустроугарска војска 24. марта 1917. Споменик је подигнут 24. марта 1957. а обновљен 24. марта 2009.

## Привреда
Становништво се у прошлости традицинално бавило прецизним клесарством и зидарством. Пољопривреда се обавља на обронцима на којима се налазе терасасте парцеле преграђене ручно грађеним зидовима који спречавају ерозију. Становништво је у прошлости ручним крчењем камена и доношењем земље стварало обрадиво земљиште.

## Становништво
У насељу је према попису из 1991. године живјело 50 становника српске националности. У селу су настањене породице Вулић, Марић и Боро.
| Националност       | 2013. | 1991. | 1981. | 1971. | 1961. |
| Срби               | 13    | 50    | 109   | 101   | 131   |
| остали и непознато | –     | –     | 2     | 1     | 1     |
| Укупно             | 13    | 50    | 111   | 102   | 132   |

| Демографија | Демографија | Демографија |
| Година      | Становника  | Становника  |
| ----------- | ----------- | ----------- |
| 1948.       | 182         |             |
| 1953.       | 153         |             |
| 1961.       | 132         |             |
| 1971.       | 102         |             |
| 1981.       | 111         |             |
| 1991.       | 50          |             |
| 2013.       | 13          |             |

### Презимена
- Вулић
- Марић
- Боро